# Грбовићи
Грбовићи су били обор-кнезови и војводе колубарске кнежине ваљевске нахије са седиштем у Мратишићу. Највероватније је да су били бератлијски кнезови.

### Порекло
Грбовићи су пореклом из Никшићког племена из места Драговољићи. Из Драговољића у Никшићкој жупи су и братственици Грбовића Хаџићи, односно Молеровићи и Даниловићи (пореком Вукомановићи) из Мургаша код Уба.. Изгледа да су се Грбовићи први доселили и да су после подстакли и друге своје братственике да се населе у ваљевском крају.

### Обор-кнез Никола Грбовић
Око 20. јануара 1804. позвао је дахија Мехмед-ага Фочић да учествују у заједничком лову кнезове Николу Грбовића, Алексу Ненадовића и Илију Бирчанина. Уместо болесног Николе Грбовића отишао је његов син Милован Грбовић. На препад су оковани у ланце, кнез Алекса и Илија Бирчанин су погубљени, а Милована Грбовића је Мехмед-ага Фочић пустио.
Кнез Никола Грбовић, разболео се приликом заузимања Београда 1806. Умро је код куће од прозеблина. Кнез Никола Грбовић имао је синове протојереја Стевана Грбовића, Милована Грбовића и Радована Грбовића..
1802. током године заслугом кнеза Николе Грбовића, његовог сина протојереја Стефана Грбовића и становника Крчмара сазидана из темеља садашња крчмарска црква. Исте године је и Петар Николајевић Молер, будући војвода насликао за ту цркву икону Светог Луке, једно од његових најбољих иконописних дела. Он је са својим сарадницима сликао и фрескопис куполе и поткуполног простора, а радови су завршени пре септембра исте године.

### Војвода протојереј Стефан Грбовић
После смрти кнеза Николе Грбовића старешина колубараца постао је његов најстарији син протојереј Стефан Грбовић.
После његове смрти наследио га је млађи брат Милован Грбовић.

### Војвода Милован Грбовић
Други по старости син кнеза Николе Грбовића, Милован Грбовић, постао је војвода колубарске кнежине после смрти старијег брата протојереја Стевана Грбовића.
Војвода Милован Грбовић је учествовао у бици на Соколу, где се разболео и убрзо умро код куће 1808. године.

### Војвода Радован Грбовић
Радован Грбовић, трећи по старости син кнеза Николе Грбовића постао је после смрти старије браће војвода колубарске кнежине.
11/23. јануара 1811, Карађаорђе и Правитељствујушчи совјет одредили су 66 села у Колубари којима ће управљати војвода Радован Грбовић. Истим именовањем наложено је Грбовићу да у сваком селу у својој кнежини одреди сеоског кнеза „који ће са селом оградити кошеве и амбаре за дестеке“.
Војвода Радован Грбовић, избегао је 1813. у Срем, да би се потом вратио у Србију и борио се и 1815. у Другом српском устанку.

### Лука Грбовић
Капетан колубарске кнежине Лука Грбовић борио се заједно са оцем и браћом. Школовао се у Новом Саду и Темишвару.
Лука Грбовић се вратио у Србију где је 1839. године постављен за кмета у Мратишићу. Био је окружни казначеј у ВАљеву, ексопонирао се као противник Обреновића. Кућу је имао у сокачету поред Руског цара у Ваљеву, а и другу имовину коју је тамо имао продао је ваљевској општини. 
Имао је сина Милана.

#### Милан Л. Грбовић
Милан Грбовић, син Луке Грбовића, окружног казначеја у Ваљеву, школовао се у Богословији у Сремским Карловцима. Отац га је 1859. године довео у Ваљево. Са оцем се настанио на својој баштини у Мратишићу.

##### Милован М. Грбовић
Милован М. Грбовић је био је официр. Касније живео на свом имању.

### Колубарска кнежина ваљевског округа
После Грбовића за обор-кнеза постављен је њихов најближи сарадник и помоћник буљукбаша Рака Тешић. Обор-кнез колубарске кнежине ваљевске нахије Рака Тешић из Мионице, колубарске кнежине ваљевске нахије, родоначелник је Ракића. Његов унук по сину Јеврему Ракићу је Димитрије Мита Ракић, министар финансија, који је са кћерком Милана Ђ. Милићевића, министра просвете, имао сина Милана Ракића, дипломату, конзула, познатог песника.
После смрти кнеза Раке Тешића 26. децембра 1823, на место кнеза колубарске кнежине ваљевског округа постављен је 1824. капетан Јовица Милутиновић.
Лука Грбовић био је кмет у Мратишићу од 1839.